# أرت هولكومب
أرت هولكومب (بالإنجليزية: Art Holcomb)‏ هو كاتب سيناريو أمريكي، ولد في 31 ديسمبر 1955.